# Valerij Pavlovics Pusztovojtenko
Valerij Pavlovics Pusztovojtenko (ukránul: Валерій Павлович Пустовойтенко; Adamivka, 1947. február 23. –) ukrán politikus, 1997 júliusa és 1999 decembere között Ukrajna miniszterelnöke.

## Pályafutása
A Mikolajivi terület Berezanszki járásában található Adamivka faluban született.  Szülei kolhoz-dolgozók voltak. Odesszában, a 9. számú ipari iskolában végezte középiskola tanulmányait. Utána az Odesszai Műszaki Főiskolán, majd a Dnyipropetrovszki Építőmérnöki Főiskolán tanult.
Az 1970–80-as években az építőgépészettel foglalkozó dnyipropetrovszki Dnyiprbudmehanyizacija vállalatnál dolgozott, kezdetben szerelőként, majd különböző vezetői beostásokban. 1984-től a vállalat igazgatója volt. 1986-tól Dnyipropetrovszk Babuskini kerületi tanácsa végrehajtó bizottságát vezette, majd  1987-től a Dnyipropetrovszki Városi Tanács végrehajtó bizottsága elnökének helyettese volt.
Dnyipopetrovszki városi vezetői időszakából származik ismeretsége Leonyid Kucsma később miniszterelnökkel és elnökkel, aki abban az időben a rakéták gyártásával foglalkozó dnyipropetrvoszki Pivdenmas (Juzsmas) vállalat vezérigazgatója volt. Pusztovojtenko későbbi politikai pályáját jelentősen befolyásolta Kucsmához fűződő ismeretsége.
1990 márciusában parlamenti képviselővé választották. 1993. április–szeptember között a Miniszteri Kabinet minisztere, 1993 októbere és 1994 júliusa között egy kereskedelmi bank elnökhelyettese volt. 1994 júliusától 1997 júliusáig ismét a Miniszteri Kabinet minisztere, majd 1997. július 16-tól 1999 novemberéig miniszterelnök volt.
Felmentése után a Kucsma elnök támogatására korábban létrehozott Népi Demokrata Párt (NDP) szervezésével foglalkozott, amelynek 2000 decembere óta elnöke is.  2001. június 9-től néhány hónapig közlekedési miniszter volt Anatolij Kinah kormányában. 2002-ben parlamenti képviselővé választották, 2006-ig rendelkezett mandátummal.
A 2006. márciusi, csak pártlistás választáson is indult pártjával, az NDP-vel, de nem sikerült elérni a bekerüléshez szükséges 3%-os eredményt. A választási kudarcot követően Pusztovojtenko lemondott a pártelnöki tisztéről.